# Ramón Sagastume Mármol
Ramón Sagastume Mármol est un ancien arbitre salvadorien de football des années 1960. 

## Carrière
Il a officié dans une compétition majeure : 
- JO 1968 (1 match)